# Ahrar al-Sham
Harakat Ahrar al-Sham al-Islamiyya (în arabă: حركة أحرار الشام الإسلامية, translit. ḥarakat aḥrāru š-šām al-islāmiyah, lit. 'Mișcarea Islamică a Oamenilor Liberi din Levant'‎), cunoscută în general ca Ahrar al-Sham, este o coaliție a mai multor unități islamiste și salafiste reunite într-o singură brigadă, ulterior într-o divizie, cu scopul de a lupta împotriva guvernului sirian condus de Bashar al-Assad, în timpul Războiului Civil Sirian.
Ahrar al-Sham a fost condusă de Hassan Aboud până la moartea sa, în 2014. În iulie 2013, Ahrar al-Sham dispunea de un efectiv cuprins între 10.000 și 20.000 de luptători, ceea ce o poziționa la acea vreme drept a doua cea mai puternică unitate care lupta împotriva regimului al-Assad, după Armata Siriană Liberă. Ahrar al-Sham era principala organizație care opera sub umbrela Frontului Islamic Sirian și era o componentă majoră a Frontului Islamic.
Cu un efectiv estimat la circa 20.000 de luptători în 2015, Ahrar al-Sham a devenit cel mai numeros grup rebel din Siria după ce Armata Siriană Liberă a pierdut din influență. Ahrar al-Sham și Jaysh al-Islam sunt principalele grupări siriene de opoziție sprijinite de Turcia și Arabia Saudită. Pe 18 februarie 2018, Ahrar al-Sham s-a unit cu Mișcarea Nour al-Din al-Zenki pentru a forma Frontul de Eliberare a Siriei. Facțiunile Ahrar al-Sham care operează în afara regiunii metropolitane Idlib par să nu fie incluse în această uniune, ele acționând încă sub drapelul și denumirea de Ahrar al-Sham.
Grupul urmărește să creeze un stat islamic guvernat de legea Șaria, iar în trecut a cooperat cu Frontul al-Nusra, un afiliat al al-Qaeda. Deși amândouă sunt puternice grupări islamiste rebele, Ahrar al-Sham nu trebuie confundat cu Tahrir al-Sham (urmașul Frontului al-Nusra), principalul său rival și fost aliat.

## Ideologie
Ahrar al-Sham s-a autodefinit în următorul fel:
„Mișcarea Islamică a Oamenilor Liberi din Levant este o mișcare islamistă, reformistă, inovatoare și inclusivă. Este integrată în Frontul Islamic și este o formațiune militară, politică și socială comprehensivă și islamică. Urmărește completa înlăturare din Siria a regimului Assad și construirea unui stat islamic al cărui unic suveran, referință, conducător, direcție și element unificator individual, societal și național este Șaria Atotputernicului Allah.”